# Cozad (Nebraska)
Cozad je grad u američkoj saveznoj državi Nebraska. Prema popisu stanovništva iz 2010. u njemu je živjelo 3977 stanovnika.